# Marcello Bernardini
Pour les articles homonymes, voir Bernardini.
Marcello Bernardini est un compositeur italien, né probablement à Capoue entre 1730 et 1740. Il fut aussi librettiste.
Il est peut-être le fils du compositeur Rinaldo di Capua.

## Opéras
- La schiava astuta (intermezzo, 1765, Rome)
- La pescatrice (farsetta, 1768, Rome)
- Il Don Chisciotte della Mancia (dramma giocoso, libretto by Giovanni Battista Lorenzi, 1769, Turin)
- Il cavaliere errante (farsetta, libretto by Marcello Bernardini, 1770, Rome)
- La donna di spirito (farsetta, libretto by Marcello Bernardini, after that for La vedova scaltra by Carlo Goldoni, 1770, Rome)
- La molinara astuta (intermezzo, 1770, Rome)
- Amore in musica (opera buffa, 1773, Rome)
- La contessina (dramma giocoso, libretto by Marco Coltellini, after Carlo Goldoni, 1773, Rome)
- La bella forestiera ossia La viaggiatrice fortunata (farsetta, 1776, Rome)
- La finta sposa olandese (farsetta, 1777, Rome)
- L'isola incantata (intermezzo, 1778, Rome)
- L'ambizione delusa (intermezzo, 1779, Rome)
- Il bassà generoso (intermezzo, 1780, Rome)
- Il vecchio ringiovanito (intermezzo, 1781, Rome)
- Le vendette giocose ossia Il conte pasticcio (intermezzo, 1782, Rome)
- Il conte di bell'umore (intermezzo, 1783, Florence)
- La poetessa fanatica ossiano Li due gemelli (opera buffa, 1784, Rome)
- Li due Orfei (intermezzo, 1784, Rome)
- Le donne bisbetiche ossia L'antiquario fanatico (farsetta, libretto by Marcello Bernardini, 1785, Rome)
- Li muti per amore ossia La schiava fedele (farsetta, libretto by Marcello Bernardini, 1786, Florence)
- Gli amanti confusi ossia Il brutto fortunato (farsetta, 1786, Rome)
- La fonte d'aqua gialla ossia Il trionfo della pazzia (opera buffa, libretto by Marcello Bernardini, 1786, Rome)
- Barone a forza ossia il trionfo di Bacco (opera buffa, 1786, Florence)
- La fiera di Forlinpopoli (opera buffa, 1789, Rome)
- Gl'incontri stravaganti (opera buffa, 1790, Naples)
- L'ultima che si perde è la speranza (opera buffa, libretto by Francesco Saverio Zini, 1790, Naples)
- Il pazzo glorioso (opera buffa, libretto by Giovanni Bertati, 1790, Casalmaggiore)
- Pizzarro nell'Indie (opera seria, 1791, Naples)
- L'allegria della campagna (opera buffa, 1791, Naples)
- L'amore per incanto (opera buffa, 1791, Naples)
- La statua per puntiglio (opera buffa, 1792, Venice)
- Il conte brillante (opera buffa, 1792, Varese)
- Achille in Sciro (opera seria, libretto by Pietro Metastasio, 1794, Venice)
- La sposa polacca (dramma bernesco, libretto by Marcello Bernardini, 1796, Rome)
- Don Simoncino ossia Furberia e puntiglio (farsa giocosa, libretto by Giuseppe Maria Foppa, 1798, Venice)
- Le tre orfanelle ossia La scuola di musica (farsa, libretto by Giovanni Bertati, 1798, Venice)
- Il muto per astuzia (farsa giocosa, libretto by Giuseppe Maria Foppa, 1799, Venice)